# Thomas Fuchsberger
Thomas-Michael Fuchsberger (né le 5 août 1957 à Munich, mort le 14 octobre 2010 à Kulmbach) est un chanteur, compositeur et réalisateur allemand.

## Biographie
Thomas Fuchsberger est le fils de l'acteur Joachim Fuchsberger et de sa deuxième épouse, l'actrice Gundula Korte. Après l'abitur en 1977, il étudie la musique au Conservatoire Richard-Strauss de Munich. Il part pour étudier au Berklee College of Music  à Boston en 1979. Il fait alors ses premiers enregistrements à Nashville. À partir des années 1970, il travaille également comme photographe indépendant pour des tabloïds munichois tels que tz, Abendzeitung et Bild.
Il se fait connaître d'un large public en Allemagne grâce à sa participation à la sélection pour l'Allemagne pour le concours Eurovision de la chanson 1981. Il interprète la chanson Josephine dont il est le compositeur, son père est le parolier. La chanson prend la septième place pour douze participants. L'année suivante, il participe à nouveau à la sélection allemande en tant que compositeur de la chanson Ich würde gerne bei Dir sein, interprétée par Jürgen Marcus, dont les paroles sont aussi de son père. La chanson finit cinquième des douze participants. Fuchsberger sort un total de 35 singles, dont Black & White en 1984 en tant que chanteur du duo Patto, ainsi que dix albums.
En outre, il travaille en tant que compositeur pour des séries télévisées telles que Großstadtrevier et Ein Schloß am Wörthersee ou des programmes de divertissement tels que Pssst … Il est également compositeur pour des publicités. En 2008, après une interruption musicale de plusieurs années, il sort l'album Gefühlsecht.
Il est compositeur pour la série télévisée documentaire de voyage Terra Australis à laquelle participe son père de 1988 à 2005. Il travaille aussi comme photographe de plateau sur cette production et réalise certains des 21 épisodes.
D'autres publications de livres de Thomas Fuchsberger sont liées à son diabète, dont il souffre depuis 1977. Ses expériences avec la maladie et ses expériences de voyage sont reprises dans plusieurs livres de cuisine pour diabétiques. À partir de 2002, il anime l'émission télévisée X-Factor: Das Unfassbare kehrt zurück sur la chaîne de télévision RTL II.
Il a deux enfants issus d'un mariage qui finit par un divorce. Dans les dernières années de sa vie, Fuchsberger vit avec l'actrice Cornelia Corba. Il se noie le 14 octobre 2010 dans le Mühlbach à Kulmbach, probablement à cause d'une attaque due à une  hypoglycémie.

## Crédit d’auteurs
- (de) Cet article est partiellement ou en totalité issu de l’article de Wikipédia en allemand intitulé « Thomas Fuchsberger » (voir la liste des auteurs).